# 貝ヶ沢奥池
貝ヶ沢奥池（かいがざわおくいけ、英語：Kaigazawaoku Pond）は、日本の池。

## 概要
貝ヶ沢奥池は、静岡県掛川市に所在する池である。佐束山の山麓に位置している。農業用水を確保するための溜池として利用されており、貯水量は最大1万5000立方メートルに達する。取水された農業用水は周辺の田畑を潤しており、その受益面積は25.0ヘクタールに及ぶ。利用している農家の戸数は50戸とされている。なお、池の周辺には、同じく溜池として利用されている貝ヶ沢口池などがある。
なお、貝ヶ沢奥池が所在する静岡県掛川市高瀬は、2005年4月1日の市町合併以前は静岡県小笠郡大東町高瀬と呼ばれていた。大東町においては、行政区である上佐束区の区長が、貝ヶ沢奥池の管理者に指定されていた。

## 来歴
貝ヶ沢奥池の所在する菊川水系周辺地域は、低い平地に多くの支流が流れ込んでおり、洪水が頻繁に発生してきた。また、豊かな水源に恵まれなかったことから、農業用水の確保が課題となっていた。こうしたことから、住民らは山地に溜池を造成するなど、水の確保に苦心していた。特に、貝ヶ沢奥池が所在した静岡県小笠郡大東町（のちの掛川市）においては、農業に必要な水は、貝ヶ沢奥池のような溜池や河川からの取水に頼っていた。その後、大井川右岸用水の完成にともない、大東町の農地はこの用水の恩恵を受けるようになり、水の利便性は飛躍的に向上した。
しかし、貝ヶ沢奥池のような溜池は、その後も継続して使用されており、特に大井川右岸用水の受益地以外において、その重要性は失われていない。また、これらの溜池は山地に設けられていることから、大雨や洪水などの際には調整池としての役割を果たしており、治山や治水の観点からも重要な存在となっている。その後、溜池としての老朽化が進んできたことから、「老ため事業」の一環として1982年度に整備が行われた。